# 2012年ロンドンオリンピックのオマーン選手団
2012年ロンドンオリンピックのオマーン選手団（2012ねんロンドンオリンピックのオマーンせんしゅだん）は、2012年7月27日から8月12日までイギリスのロンドンで開催されたロンドンオリンピックオマーン選手団の名簿。

## 選手団
- 人員: 選手 4人
- 開会式旗手: Ahmed Al-Hatmi

## 種目別選手・スタッフ名簿及び成績

### 陸上競技
- バラカト・アル＝ハルティ（男子100m）10秒41 予選敗退
- Ahmed Al-Merjabi（男子400m）棄権
- Shinoona Al-Habsi（女子100m）12秒45 予備予選敗退

### 射撃
- Ahmed Al-Hatmi（男子クレー・ダブルトラップ）予選敗退